# Сливиньский, Павел
Павел Сливиньский (пол. Paweł Śliwiński) — польский экономист, доктор экономических наук, профессор Института международной экономики Познанского экономического университета.

## Биография
В 1993 году получил степень магистра на факультете менеджмента Познанского экономического университета, 7 марта 2003 года защитил докторскую диссертацию по построению рационального портфеля краткосрочного внешнего долга с точки зрения минимизации финансовых рисков, 20 сентября 2012 года получил хабилитацию на основании диссертации на тему «Международные потоки капитала и экономический рост в странах Центральной и Восточной Европы в 1994—2008 годах».
Он занял должность доцента кафедры международных финансов факультета международной экономики Познанского экономического университета.
Занимает должность профессора Института международной экономики Познанского экономического университета.
Был заведующим кафедрой международных финансов факультета международной экономики Познанского экономического университета.